# Arte palestino

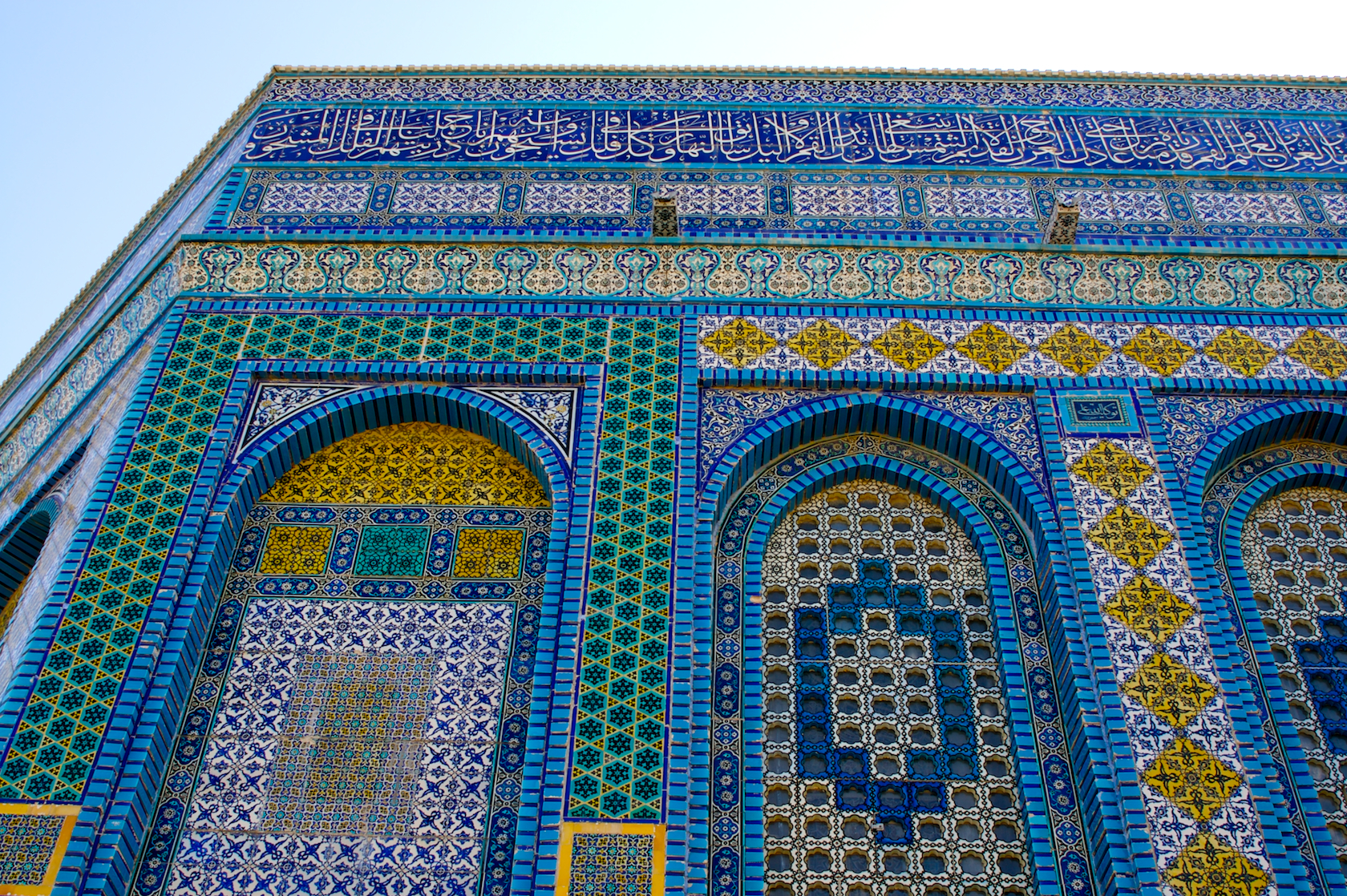
Mosaico de la cúpula de la Roca.

Arte palestino es un término utilizado para referirse a pinturas, carteles, instalaciones y otros medios visuales producidos por artistas palestinos. 
Si bien el término también se ha utilizado para referirse al arte antiguo producido en la región geográfica de Palestina, en su uso moderno generalmente se refiere al trabajo de artistas palestinos contemporáneos. 
Similar a la estructura de la sociedad palestina, el campo del arte palestino se extiende sobre cuatro centros geográficos principales: Cisjordania y la Franja de Gaza; Israel; la diáspora palestina en el mundo árabe, Europa y los Estados Unidos.
El arte palestino contemporáneo tiene sus raíces en el arte folclórico y la pintura tradicional cristiana e islámica populares en Palestina a lo largo de los siglos. Después de la Nakba de 1948, los temas nacionalistas han predominado ya que los artistas palestinos usan diversos medios para expresar y explorar su conexión con la identidad y la tierra.

## Política
Antes de 1948, la mayoría de los artistas palestinos eran autodidactas, pintaban paisajes y escenas religiosas imitando el estilo europeo. Las exposiciones de arte eran casi desconocidas. Entre los artistas notables de esta época se incluyen Khalil Halaby, Nahil Bishara y Faddoul Odeh. Jamal Badran (1909-1999) fue un artista líder en el estilo islámico. Sophie Halaby estudió en Francia e Italia antes de regresar a enseñar en el Schmidt Girls College en 1935-1955.
Uno de los primeros artistas en agregar una dimensión política a sus obras fue Nicola Saig (1863-1942). Si bien la mayor parte del arte en su época exploró temas religiosos y cuestiones no controvertidas, el trabajo de Saig se aventuró en la política. Califa Umar en las puertas de Jerusalén c. 1920, por ejemplo, parece contar una leyenda religiosa popular acerca de que Umar se apoderó despiadadamente de Jerusalén y dio paso a siglos de paz entre las poblaciones cristianas y judías locales. Sin embargo, al mirar más de cerca, la estatura similar a Cristo dada al Califa empuja a reflexionar como muchos palestinos vieron que las políticas divisivas de los británicos durante el período del mandato intentaron crear fricción entre los musulmanes y los árabes cristianos.
Después de 1948, Ismail Shammout, Nayi al-Ali, Mustafa al-Hallaj, Abdul Hay Mosallam y Paul Guiragossian abordaron los dolorosos recuerdos de Nabka mostrando masacres, refugiados y claros temas políticos. Otros, como Sophia Halaby, Ibrahim Ghannam y Juliana Seraphim se centraron más sutilmente en cuestiones de identidad, incluidas las tradiciones culturales palestinas, la geografía física y una mirada surrealista a los recuerdos de ensueños infantiles. Los partidos políticos apoyaron a los artistas palestinos para descubrir nuevos símbolos para el movimiento nacional palestino.
Según Tal Ben Zvi, los artistas palestinos después de 1948 residen en cuatro territorios geográficos y no tienen universidades o escuelas de arte.  
Por lo tanto, a diferencia de los estados-nación soberanos donde el arte se basa en "fronteras nacionales, museos nacionales e institutos de aprendizaje", afirma que el arte palestino se basa principalmente en artistas que operan dentro del marco de la identidad palestina.

## Temáticas

### Lugar
El artista palestino e historiador del arte Kamal Boullata describe el "lugar" como uno de los principales componentes temáticos del arte palestino a lo largo de su historia. La proximidad y la distancia de la patria histórica palestina y la relación entre el artista y su lugar de residencia actual es el elemento clave que mueve el arte palestino. Por ejemplo, en el arte producido durante las primeras décadas posteriores a 1948, las obras creadas por artistas palestinos que viven en Israel son en gran parte figurativas, mientras que las creadas por artistas que viven fuera del país son en gran parte abstractas. Antes de 1948, Jerusalén era un tema importante. Después de 1948, el recuerdo del lugar y la distancia de la patria se convirtió en un tema central. Incluso los artistas palestinos nacidos y criados en Israel exploran la alienación y la sensación de crecer como extranjeros en la tierra de sus antepasados. La cuestión de la memoria cultural y la pertenencia es un tema recurrente.
Nidaa Badwan es una artista que creó un hermoso espacio en su habitación donde podía aislarse y escapar de la realidad de Gaza. Ella dice que vivir en una ciudad donde "perdió los derechos básicos como ser humano" la inspiró a "crear un mundo alternativo" en su habitación. Los autorretratos tomados en esa habitación durante su período de retiro le han valido reconocimiento internacional. Alia Rayyan, directora de la Galería Al Hoash, dijo que Badwan está "hablando de su propia creación del espacio, en realidad un sueño, cómo podría ser la vida allí, pero esto solo funciona en combinación con lo que sucede afuera".

### Símbolos
Los símbolos icónicos clave son llaves y puertas. Del mismo modo, el árbol de cactus juega un papel destacado. Según la artista palestina e historiadora del arte Samia Halaby, "Liberation Art", o el arte que resultó del período revolucionario de la resistencia palestina que comenzó a fines de la década de 1960 y continuó hasta la Primera Intifada, "es simbolista y usa imágenes de cosas conocidas por la cultura palestina popular: cosas que cualquier persona que experimente la vida palestina podría identificar. El caballo llegó a significar revolución. La flauta llegó a significar la melodía de la resistencia en curso. La boda llegó a significar toda la causa palestina. La llave llegó a significar el derecho de retorno. El sol llegó a significar libertad. El arma con una paloma llegó a significar que la paz vendría después de la lucha por la liberación. Los artistas usaron los colores de la bandera, patrones de bordados, cadenas, etc. Escenas del pueblo, vestimenta del pueblo, el prisionero, rejas de la prisión. Hubo temas especiales con respecto al mártir. Primero había imágenes generalizadas del mártir, así como imágenes de individuos específicos que habían sido asesinados por los israelíes. La segunda forma se basó en una práctica popular de enmarcar un collage de símbolos que representan la vida del difunto y luego colgarlo en su casa o tumba".

#### Cactus
El Cactus (en árabe: الصبار‎) ha sido un motivo en el arte palestino desde el nacimiento de Israel. Para los sionistas, la planta indígena se convirtió en un símbolo nacional de su apego a la tierra, mientras que los palestinos lo vieron como una encarnación de su desposesión nacional (véase, por ejemplo, la versión árabe de Espinas salvajes de Sahar Khalifa, cuyo título árabe se traduce literalmente como Cactus). La planta cumplió la función práctica de designar fronteras territoriales en las aldeas campesinas. En verano, la tuna era una fruta común consumida por la gente de la región. Durante la década de 1920, el árbol espinoso se incorporó como símbolo de la identidad israelí. Nicolas Saig pintó la tuna como uno de los placeres de la época. El cactus también se ha convertido en un símbolo de desafío palestino y sumud. Los aldeanos lo incorporaron a una canción de baile en protesta por la Declaración Balfour de 1917 con la frase "Ya 'ayn kuni subbara—“O eye, be a cactus tree!".

## Contemporáneo

### Modernismo
Aunque la lucha palestina es una gran fuente de inspiración para muchos artistas, el arte palestino no se define únicamente por el carácter político de Palestina. El arte moderno palestino se ha convertido en parte de un proceso sucesivo en el que la cultura y el patrimonio palestino juegan un papel esencial. El período posterior a la Nakbah ha afectado una gran cantidad de obras de arte, sin embargo, las nuevas generaciones de artistas palestinos redefinieron nuevos límites de representación y creatividad, han presentado su trabajo de una nueva manera, remodelando la representación tradicional del arte palestino, y desafiando la comprensión de las audiencias internacionales del arte y la narrativa palestina.

### La narrativa palestina a través del arte
El conflicto palestino israelí y las narrativas que lo rodean le dan al arte palestino un carácter único. El arte palestino a menudo toca dos temas principales, uno es el potencial del arte contemporáneo para afectar la comprensión de las personas de los elementos sociales, culturales y políticos de la narrativa palestina; y la contribución que este arte puede hacer en el campo de la historia del arte.
El vívido mensaje político en el arte contemporáneo palestino llevó a la realización del llamado "arte de liberación de Palestina", donde los artistas palestinos usan el arte para comunicar su narrativa más allá del nivel de sencillez que presentan los medios. Existe una profunda conexión entre la producción visual del arte palestino y la composición física de la tierra de la Palestina histórica. 
El arte palestino ha pasado por múltiples fases donde los artistas palestinos lidiaron con ciclos de producción, destrucción y restablecimiento debido a su diáspora de un área a otra. Con la continuación del conflicto israelí-palestino, los artistas como cualquier otro segmento de la comunidad palestina en el territorio palestino ocupado sufren de la exacción israelí, como la confiscación de obras de arte, la negativa a otorgar licencias a las organizaciones de artistas, el incendio provocado de salas de exposiciones, la vigilancia, arrestos.
La narrativa del arte palestino no critica exclusivamente la ocupación israelí, también habla de la negligencia de los estados árabes y del mundo en general sobre su lucha. Una famosa novela corta del escritor palestino Ghassan Kanafani, Men in the Sun, habla de la lucha palestina y del asombroso descuido de la comunidad internacional hacia su causa.

### Galerías y museos

#### Museo de Palestina

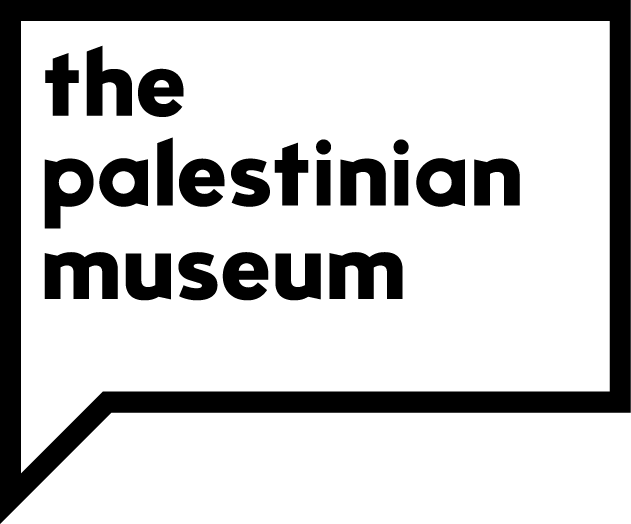
El logotipo del museo palestino.

El Museo de Palestina, inaugurado en 2016, estará dedicado al arte y la cultura palestina. Organiza una variedad de exhibiciones, programas de educación e investigación y eventos culturales. Se encuentra en Birzeit, 7 km al norte de la ciudad de Ramala.

#### El Museo Etnográfico y de Arte de la Universidad Birzeit
El Museo Etnográfico y de Arte de la Universidad de Birzeit es un museo permanente con dos colecciones principales: trajes palestinos y la colección de amuletos Tawfiq Canaan.  
La Galería virtual de la Universidad de Birzeit es una galería de arte líder en el territorio palestino que promueve el arte visual a través de exposiciones, capacitación y talleres educativos.

#### Fundación Al-Ma'mal para el Arte Contemporáneo
La Fundación Al Ma'mal para el Arte Contemporáneo se estableció en 1998 como continuación del trabajo de la Galería Anadiel, que comenzó en 1992. Fue fundada por un grupo de artistas palestinos con el objetivo de promover la escena artística palestina. Anadiel fue la primera galería independiente en Palestina. La Galería alberga artistas palestinos de la diáspora, algunos de los cuales nunca han visitado Palestina. Participan en estas actividades artísticas siendo turistas con pasaportes extranjeros. Al-Ma'mal se centra en proyectos con jóvenes y mujeres.  
Al-Ma'mal es una palabra árabe que significa taller o pequeña fábrica. El nombre se dio debido a la casa inicial de la fundación que estaba en una pequeña fábrica en la ciudad vieja de Jerusalén, construida en 1900.

#### Tribunal de Arte Palestino - al Hoash
Al Hoash es una organización cultural palestina sin fines de lucro establecida en 2004 con la misión de "proporcionar y mantener una plataforma basada en el conocimiento para que los palestinos expresen, exploren, realicen y fortalezcan su identidad nacional y cultural a través de la práctica visual". Busca el desarrollo y la elevación de las artes a medida que reconoce su papel en el bienestar, el libre albedrío y la expresión de las personas y enfatiza su papel como constructores y representantes de la identidad cultural como parte de la identidad nacional. 

### Instituciones de arte contemporáneo

#### Asociación Palestina de Arte Contemporáneo
La Asociación Palestina de Arte Contemporáneo es una organización no gubernamental y sin fines de lucro que trabaja principalmente en el campo de las artes visuales. Fue establecida por artistas palestinos e personas interesadas en desarrollar el campo del arte visual en Palestina. Su misión es unir la cultura árabe y palestina con las culturas internacionales en el extranjero. La Asociación estableció la Academia Internacional de Arte en Ramala y continúa trabajando en otros proyectos. Los fundadores creen que el arte y la cultura juegan un papel importante en la realización del sueño palestino de libertad y autodeterminación. Los artistas destacados de la asociación incluyen: Ahmad Canaan, Houssni Radwan, Tayseer Barakat, Nabil Anani, Munther Jawabra, Ahlam Al Faqih y Dina Ghazal.

#### Arte Palestina internacional
Es una organización cultural con sede en Nueva York dedicada al arte contemporáneo palestino. Coopera con museos, galerías y ONG's para producir eventos, exposiciones y publicaciones sobre arte contemporáneo palestino. A través de sus actividades, la organización fomenta el arte cultural entre Palestina y Occidente. La organización colaboró con los principales artistas palestinos, incluidos Larissa Sansour, Khalil Rabah, Sharif Waked, Taysir Batniji, Wafa Hourani y Shadi Habib Allah.

#### Academia Internacional de Arte Palestina
Es una institución palestina especializada en programas de educación superior en el campo de las artes visuales. La academia ofrece una licenciatura en arte visual contemporáneo y está trabajando en el desarrollo de una variedad de cursos a nivel de licenciatura y maestría. A través de su estudio de programa de cuatro años, la academia brinda a los palestinos la oportunidad de desarrollar sus talentos y creatividad. La academia promueve el potencial de la creatividad de los artistas palestinos y permite el desarrollo de la expresión individual. Su objetivo es desarrollar una nueva generación de artistas palestinos para generar debates contemporáneos y métodos de práctica artística a nivel local e internacional. La academia también está interesada en mantener una memoria colectiva palestina, historia e identidad a través de actividades educativas y creativas. La academia alberga un grupo de estudiantes internacionales, artistas y profesores visitantes a través de sus programas de intercambio. La academia fue financiada por el Ministerio de Asuntos Exteriores de Noruega durante los primeros años 2006-2009.

#### Picasso en Palestina
Uno de los principales logros de la Academia Internacional de Arte fue su cooperación con el neerlandés Van Abbemuseum en Eindhoven para llevar una pieza de Picasso a Palestina en julio de 2011. Tomó dos años de planificación hasta que el Buste de Femme llegó a Ramala en Cisjordania. La pieza es una versión cubista de una mujer pintada en 1943 con un valor de $ 7.2 millones. "Buste de Femme" es la primera obra maestra modernista en llegar a Palestina, donde se exhibió a una audiencia palestina. La pieza de Picasso se logró a través de protocolos, acuerdos de paz y puntos de control, para demostrar el dicho de Picasso: la pintura no está hecha para decorar las habitaciones. Es un instrumento de guerra ofensivo y defensivo contra el enemigo.

## Artistas palestinos en Israel

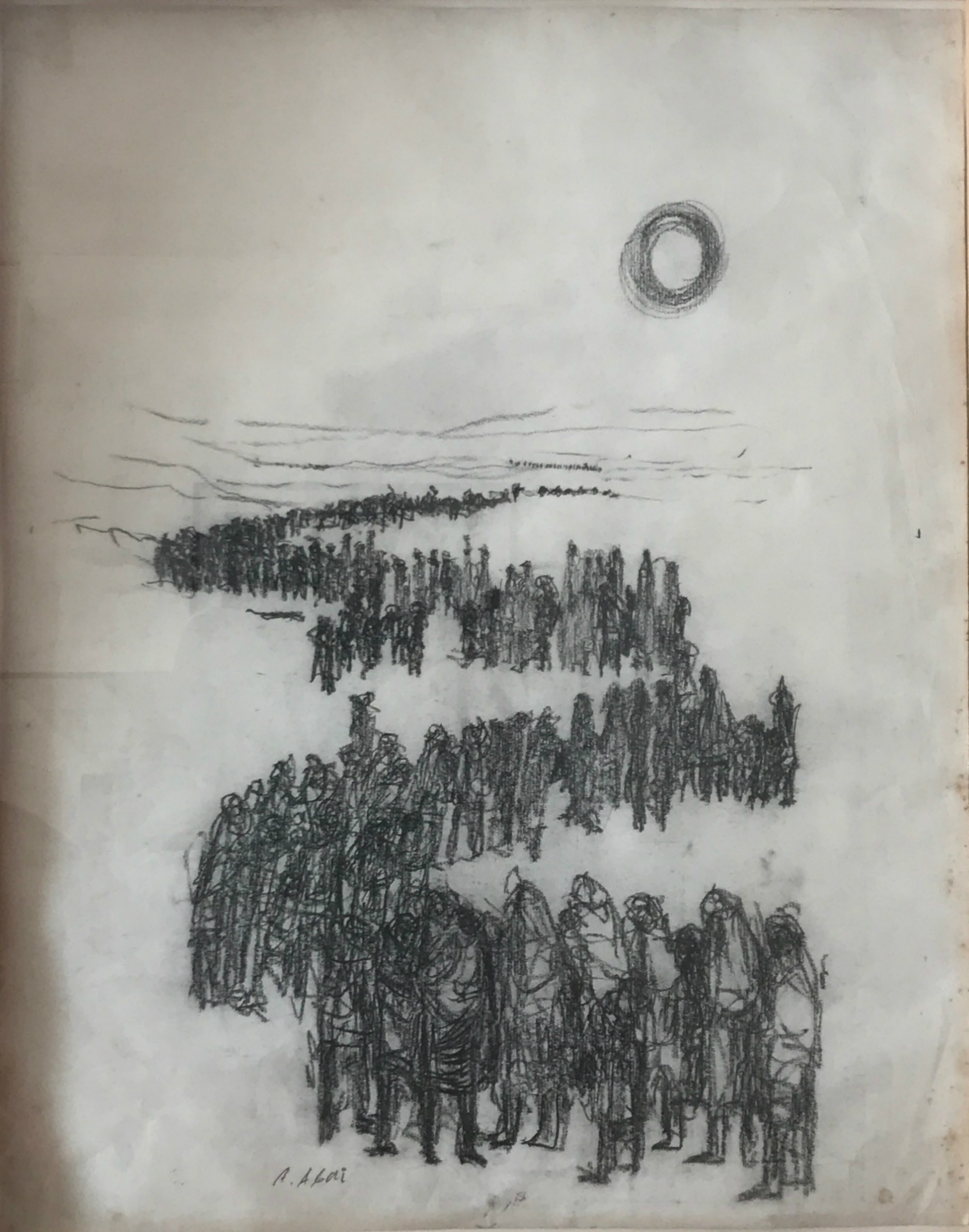
"Huyendo... de la masacre", Abed Abdi, 1976.

Hay una diferencia significativa entre los artistas palestinos más allá de la Línea Verde y los llamados "artistas palestinos de 48". Los artistas nacidos después de 1948 generalmente se dividen entre los pintores y escultores mayores que actuaron durante las décadas de 1970 y 1980, y la generación más joven de artistas que se hicieron activos en la década de 1990. La primera generación anterior comprende unos veinte pintores y escultores que nacieron en el período de dominio militar sobre la minoría palestina (1948-1966) y que estudiaron arte en Israel y en el extranjero en los años setenta y ochenta. Incluyen artistas como Souad Nasr Makhoul, Terese Nasr Azzam, Ibrahim Nubani y Abed Abdi, este último considerado pionero en el movimiento artístico árabe israelí. La generación más joven de artistas se volvió activa después de los acuerdos de Oslo y ahora asciende a más de 200 graduados de escuelas de arte que crean principalmente instalaciones, fotografía, videoarte y actuaciones. La última década muestra un aumento notable en el número de estudiantes palestinos en academias de arte israelíes, como en la Academia Bezalel de Arte y Diseño. Hisham Zreiq, Ahlam Shibli, Sami Bukhari, Reida Adon, Ashraf Fawakhry, Ahlam Jomah, Jumana Emil Abboud y Anisa Ashkar son artistas palestinos, la mayoría de los cuales son graduados de escuelas de arte en Israel y forman parte de toda una generación de palestinos, ciudadanos de Israel nacido después de 1967.
La cuestión de la identidad de los ciudadanos palestinos de Israel es un tema clave de importancia para la obra de arte producida. Azmi Bishara describe esta identidad de la siguiente manera:

Desde las perspectivas históricas y teóricas, los árabes en Israel son parte del pueblo árabe palestino. Su definición de "árabes israelíes" se formó simultáneamente con la aparición del problema de los refugiados palestinos y el establecimiento del Estado de Israel en las ruinas del pueblo palestino. Por lo tanto, el punto de partida desde el cual se escribe la historia de los palestinos en Israel es el punto en el que se creó la historia de los palestinos fuera de Israel. No se puede señalar una nacionalidad o grupo nacional llamado 'árabes israelíes' o 'los árabes de Israel'.

Ben Zvi sugiere que esta definición señala la dialéctica que sustenta la identidad de este grupo de artistas que se identifican "por un lado, como parte de un amplio sistema cultural palestino y, por otro lado, de manera diferenciada, como la minoría palestina en Israel."
El tema de la identidad se vuelve particularmente claro en una obra de arte del artista palestino Raafat Hattab de Jaffa. La presentación en video "sin título" fue parte de la exposición "Hombres al sol" en el Museo de Arte Contemporáneo Herzliya en 2009. En el trabajo, se ve a Raafat Hattab mientras vierte agua en un balde para regar un olivo que es un signo del paraíso perdido antes de 1948. La escena está preparada por la canción Hob (Amor) del libanés Ahmad Kaabour, que expresa la necesidad de la solidaridad palestina. El coro repite la frase "Dejé un lugar" y parece que el video trata de la memoria. Pero a medida que la cámara se aleja, el espectador se da cuenta de que Hattab y el olivo están en medio de la Plaza Rabin, un lugar principal en Tel Aviv, y el agua utilizada para regar el árbol proviene de la fuente cercana. "En mis instalaciones aparezco en diferentes identidades que combinadas son mi identidad: una minoría palestina en Israel y una minoría queer en la cultura palestina", explica Rafaat Hattab en una entrevista con la revista Tel Avivian City Mouse Magazine.
El enfoque de Asim Abu Shaqra de la planta sabra (nopal) en sus pinturas es otro ejemplo de la centralidad de la identidad, especialmente frente a la contraparte israelí del sujeto palestino, en el arte palestino. Tal Ben Zvi escribe que Abu Shaqra es uno de los pocos artistas palestinos que han logrado ingresar al canon del arte israelí. Abu Shaqra pintó varias pinturas con la sabra, tanto un símbolo para la Nakba palestina como un símbolo para el nuevo israelí y su obra provocó un debate en el discurso artístico israelí sobre la imagen de la sabra en la cultura israelí y sobre cuestiones de apropiación cultural y propiedad de esta imagen.
El historiador de arte israelí Gideon Ofrat argumenta que comprender el arte palestino requiere familiaridad con las complejidades de la cultura, el lenguaje y la historia palestinas, y por lo tanto los intentos de los críticos de arte israelíes para analizar el arte palestino están condenados al fracaso.
Souad Nasr (Makhoul), pintora palestina con sede en Haifa, realiza la mayoría de sus obras tratan con mujeres desde un punto de vista universal. Souad también es planificadora de la ciudad y la región, sus primeras obras de arte se inspiraron en los restos de los antiguos barrios demolidos árabes palestinos y las expresaron con mucha fuerza en sus obras, además de una gran serie de obras documentales: pinturas, grabados y dibujos de edificios históricos y vecindarios en Haifa y otras ciudades, en las cuales ella expresó el diseño urbano significativo y los motivos arquitectónicos. Sus pinturas actuales expresan principalmente el sentimentalismo y el alma universal de la mujer a través del lenguaje corporal y la interacción con la naturaleza en la que ella trata de describir cómo la valoración estética está incrustada en nuestra relación con la naturaleza y sus cualidades estéticas ecológicas como la variedad, la diversidad y la armonía. En sus trabajos en acrílico, utiliza principalmente para pintar sobre papel reciclado ambiental que tiene un efecto de textura especial, y como parte de los debates sobre la protección del medio ambiente.

## Exposiciones

### Museos

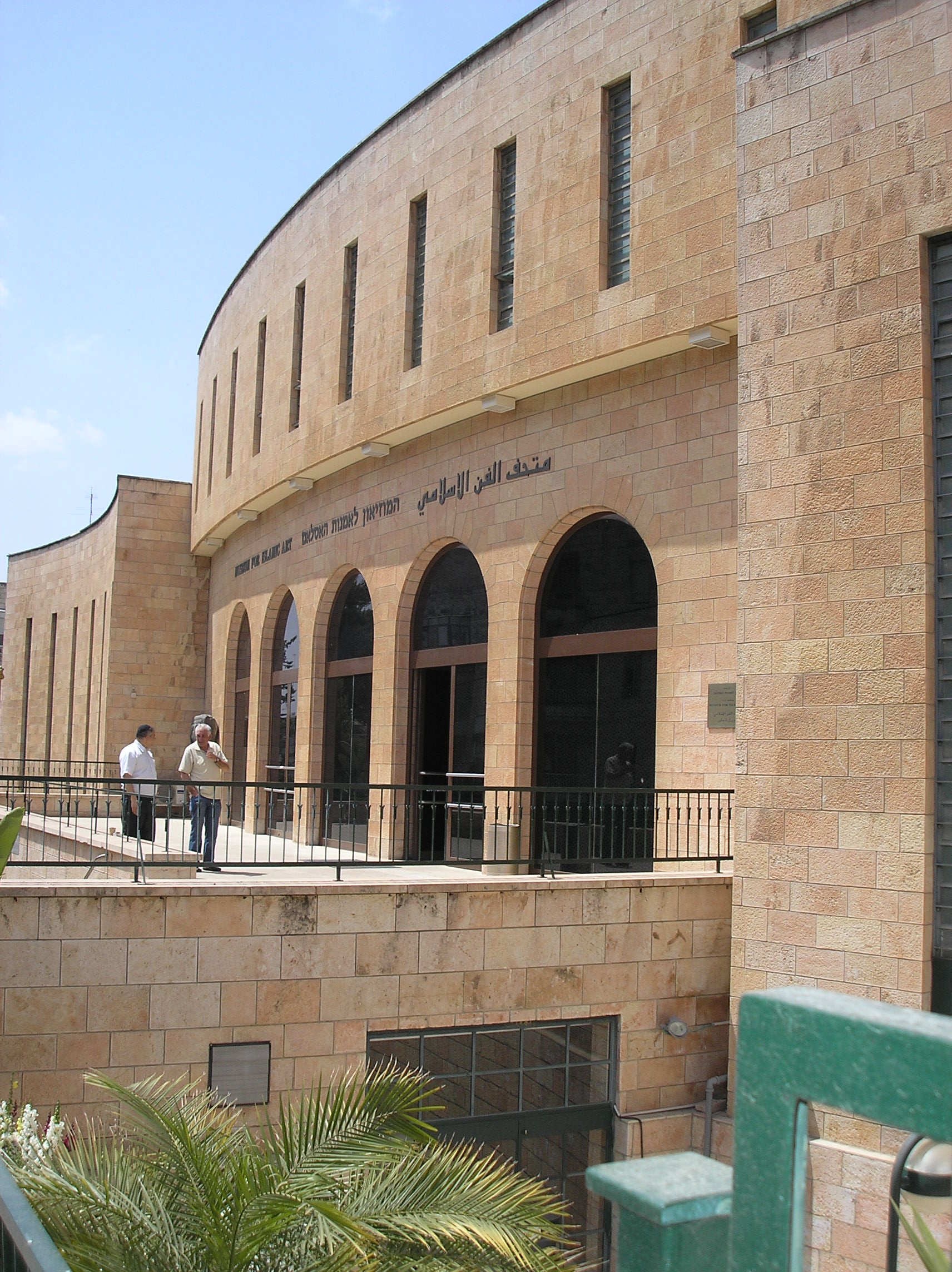
El Instituto L. A. Mayer de Arte Islámico.

En 2008, el Instituto L. A. Mayer de Arte Islámico en Jerusalén, un museo dedicado principalmente a antigüedades y obras etnográficas, presentó la primera muestra de artistas locales árabes contemporáneos en un museo público israelí. También fue la primera exposición en un museo israelí que fue organizada por un curador árabe, Farid Abu Shakra.
El tema de la exposición, Correspondencia, se ocupa de la compleja situación de los ciudadanos árabes en Israel. Puede verse como una reflexión sobre las diferentes culturas a las que están expuestos los artistas árabes en Israel, sobre las influencias occidentales y las tradiciones árabes, la vida judía, la causa palestina y la búsqueda de una identidad adecuada. Aunque no todas las obras de arte presentadas son políticas, muchas se refieren a experiencias colectivas del pueblo palestino, que muestran aldeas árabes perdidas y paisajes divididos y evocan así la Nakba. Además del conflicto israelí-palestino, algunas obras cuestionan las tradiciones y costumbres dentro de la cultura árabe al tratar el género y la superstición. 
Según la directora del museo, la judía israelí Rachel Hasson, fue bastante difícil recaudar fondos para la exhibición entre las comunidades judías, musulmanas o árabes. En el Art Newspaper se cita: "Para los árabes, no somos lo suficientemente árabes y para los judíos, no somos lo suficientemente judíos".
En el verano de 2009, el Museo de Arte Contemporáneo de Herzliya realizó la exposición "Hombres al sol" que presenta obras de arte de 13 artistas contemporáneos palestinos que viven y trabajan en Israel. El nombre de la exposición está tomado de la novela de Ghassan Kanafani con el mismo título. La muestra fue comisariada por la artista y arquitecta palestina Hanna Farah-Kufer Bir'im y el historiador judío israelí de arte Tal Ben Zvi. Los artistas participantes eran de diferentes generaciones y utilizaban diferentes técnicas, desde pintura hasta instalaciones de video y arquitectura. El leitmotiv de la exposición fue la ubicación y el territorio. La mayoría de las obras tratan sobre el sentido de pertenencia al territorio palestino, algunas evocan el derecho a regresar o tratan sobre la historia olvidada de lugares como en Jaffa.

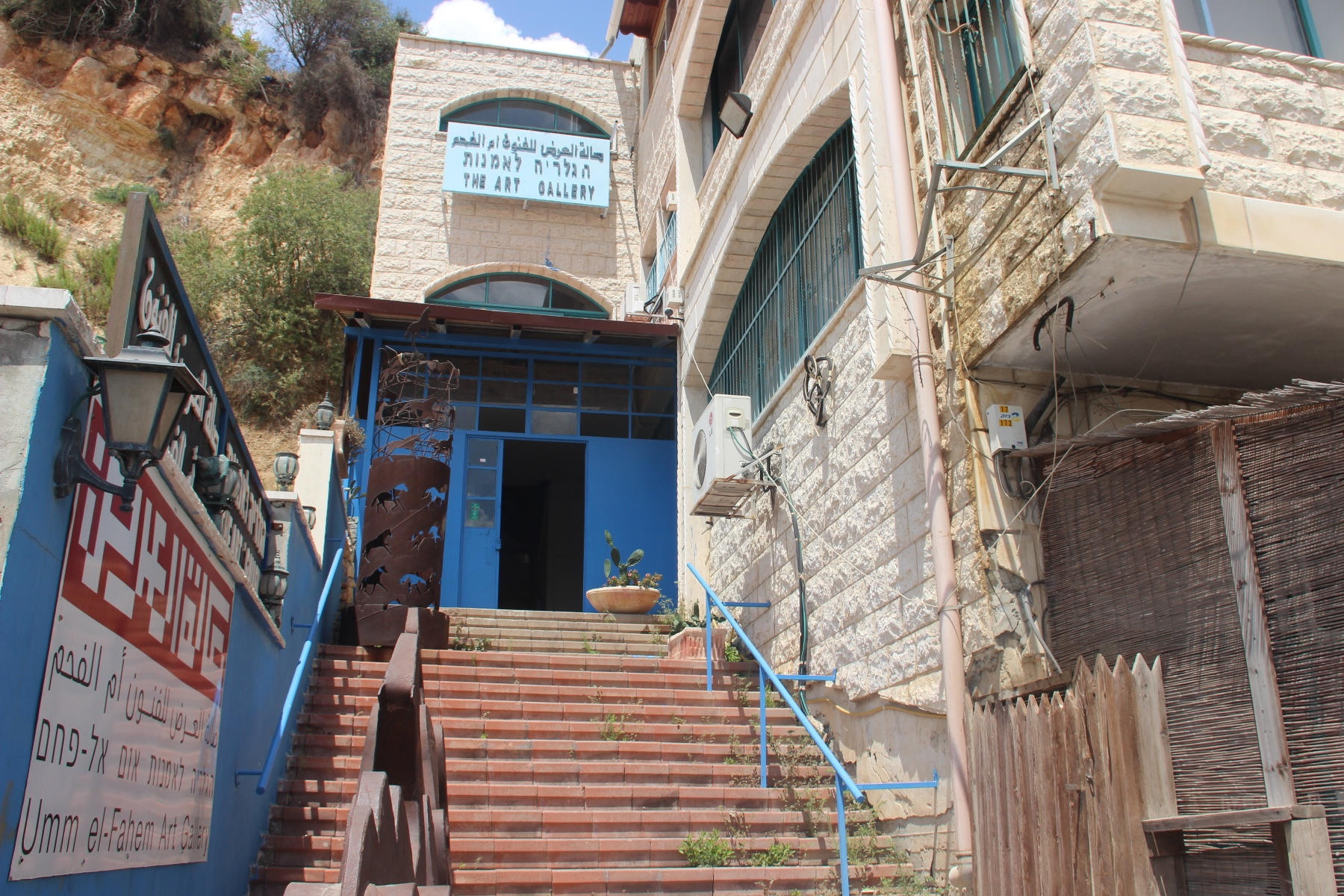
La galería de arte Umm al-Fahm.

A principios de 2012, el Museo de Arte de Tel Aviv en colaboración con la Galería de Arte Um el-Fahem mostró una retrospectiva de los artistas árabes israelíes Walid Abu Shakra. El espectáculo fue curado por el judío israelí Irith Hadar y el hermano de Walid, Farid Abu Shakra.
Nacido en Umm al-Fahm en 1946 y ahora con sede en Londres, la exposición muestra los fuertes lazos que Walid Abu Shakra mantiene con su lugar de nacimiento. El nombre de la exposición, "Mintarat al-Batten", se refiere a una colina cerca de su ciudad natal que, debido a su posición estratégica, se convirtió en el sitio de una torre de vigilancia.
Debido a la explosión demográfica en la región, los pintorescos paisajes están desapareciendo y las laderas de la colina de la torre de vigilancia ahora están cubiertas de nuevos barrios residenciales. El artista esperaba que gracias a la exposición, "todos mis amigos, familiares y residentes del pueblo que vinieron a ver el trabajo muestren más amor y seriedad en su actitud hacia el paisaje que queda en el pueblo".
La idea de la exposición y su colaboración con la Galería de Arte Um el-Fahrem fue fruto de la amistad entre Mordechai Omer, el exdirector del Museo de Arte de Tel Aviv, y la familia Abu Shakra. Omer murió antes de la apertura del espectáculo.

### El proyecto del Museo de Arte Contemporáneo Umm el-Fahem
En 1996, Said Abu Shakra, el tercer hermano de la familia Abu Shakra, fundó en su ciudad natal Umm al-Fahm la única galería de arte para el arte palestino y árabe en Israel y ahora tiene planes para su extensión. Quiere construir un museo cerca de la ciudad que sería el primer museo de arte contemporáneo del sector árabe en Israel. El proyecto, por valor de 30 millones de dólares, aún se encuentra en una etapa temprana. En una competencia internacional, Amnon Bar Or, Lior Tsionov y Lior Vitkon, un equipo de arquitectos judíos, habían sido elegidos. Con la ayuda de los Amigos Americanos de Umm el-Fahem (AFUEF) y el Centro de Oriente Medio para las Artes (MECA), se recaudaron fondos para asegurar la primera fase del proyecto. 
El museo no solo albergará exposiciones, sino también un archivo que recoge testimonios de "ancianos" árabes que fueron testigos de los conflictos del siglo XX. Los testimonios orales, que van desde el período del mandato británico hasta la creación del estado israelí y las guerras árabe-israelíes, se transcriben en árabe, hebreo e inglés y se toman fotografías. Establecido en 2008, ya se han registrado 250 testimonios de los cuales un tercio ha muerto desde entonces. Junto con el museo, habrá aulas y un auditorio para estudiantes árabes israelíes, una biblioteca y una cafetería. La galería existente ya ha comenzado a adquirir una colección para el museo a través de donaciones y regalos. Así, obras de artistas como Fatma Abu Roumi, Assam Abu Shakra, Tyseer Barakat, Assaf Evron, Khalid Hourani, Menashe Kadishman y Sliman Mansour ya están en su posesión. Además del arte contemporáneo, el museo también expondrá obras tradicionales de bordado árabe de la región local.
Según The Guardian, Said Abu Shakra quiere crear así "un lugar acogedor, capaz de abrazar y enriquecer; cerrar brechas y conectar diferentes culturas. Todo esto en el corazón de una región problemática y agotada por la guerra, "donde" el pueblo judío [tiene] la oportunidad de tocar el dolor, la historia y la cultura del pueblo árabe."
El proyecto tuvo que ser inaugurado en 2013, pero se canceló debido a la falta de presupuesto, cuando los patrocinadores de los estados del Golfo descubrieron que el gobierno israelí está apoyando la creación del museo. Abu Shakra tuvo que renunciar al plan para construir un nuevo museo. Actualmente intenta recibir un reconocimiento oficial como museo en el actual edificio de 1700 metros cuadrados de la galería.

### Galerías
En 1996, después de 25 años de servicio policial, Said Abu Shakra decidió abrir la primera galería de arte en Israel totalmente dedicada al arte palestino contemporáneo en su ciudad natal Umm el-Fahem, la Galería de Arte Umm el-Fahem. Sin embargo, además de artistas palestinos y árabes, la galería también muestra artistas judíos y extranjeros. De hecho, cuando en 1999 Yoko Ono exhibió su arte en la galería, la institución llamó la atención del público. Según la BBC, la artista japonesa quería "equilibrar" una muestra de su trabajo en el Museo de Israel en Jerusalén". Algunos de sus trabajos de arte todavía se muestran en la exposición permanente de la galería.
La Galería promueve principalmente espectáculos temporales, que abordan una amplia gama de temas, pero a veces con un enfoque especial en la memoria y la historia de la región. Esto está de acuerdo con el proyecto iniciado en 2008 de un archivo que recoge testimonios palestinos. Además de las exposiciones y el archivo, la galería ofrece simposios, actividades y talleres educativos sobre temas como el arte, pero también temas delicados como el papel de las mujeres o los niños en riesgo.
Umm el-Fahem, la ciudad árabe más grande de Israel, es conocida por su Islam conservador, pero Said Abu Shakran dice que no tiene ningún problema con nadie en la ciudad. Ninguna de las exposiciones muestra desnudos y la galería invita a los líderes religiosos de la ciudad a sus inauguraciones.
En 2010, el artista palestino Ahmad Canaan y los empresarios judíos israelíes Amir Neuman Ahuvia y Yair Rothman establecieron el Salón de Arte Jaffa. Primero planificada como una exposición contemporánea y organizada por el municipio de Tel Aviv-Yafo, se convirtió gracias a su éxito en una galería establecida. La galería está ubicada en un antiguo almacén en el puerto de Jaffa. De 2010 a 2011, la galería presentó espectáculos de varios artistas palestinos dentro del territorio israelí y más allá de la Línea Verde y de Gaza. Desde 2012, el Art Salon abrió sus espectáculos con artistas judíos israelíes y árabes.

## Artistas palestinos en el mundo árabe
Originarios de la cultura palestina que cristalizó en los campos de refugiados principalmente en el Líbano y Jordania, los artistas palestinos en el mundo árabe fueron de los primeros en presentar una visión del arte contemporáneo palestino. A medida que la Autoridad Palestina se volvió más central para el nacionalismo palestino, su número e influencia en el campo del arte palestino ha disminuido, y los artistas palestinos diaspóricos en Europa y los Estados Unidos se han vuelto cada vez más prominentes. 
Uno de esos artistas cuyas obras se exhibieron en la exposición Made in Palestine que recorrió los Estados Unidos en 2005 es Mustafa Al-Hallaj. Nacido en lo que ahora es Israel, Al-Hallaj es conocido en todo el mundo árabe, donde ha sido descrito como el "artista más famoso de Siria" y un "icono de las artes gráficas árabes contemporáneas". Al Hallaj murió en 2002 en un incendio en su casa mientras intentaba salvar su obra de arte. En Autorretrato como Dios, el diablo y el hombre, Al-Hallaj usa hileras de imágenes superpuestas y grabados intrincados que tardaron 10 años en completarse para presentar "una narración épica de la historia de los palestinos desde el siglo XI a. C. hasta el presente."   

## Artistas palestinos en los Estados Unidos y en Europa

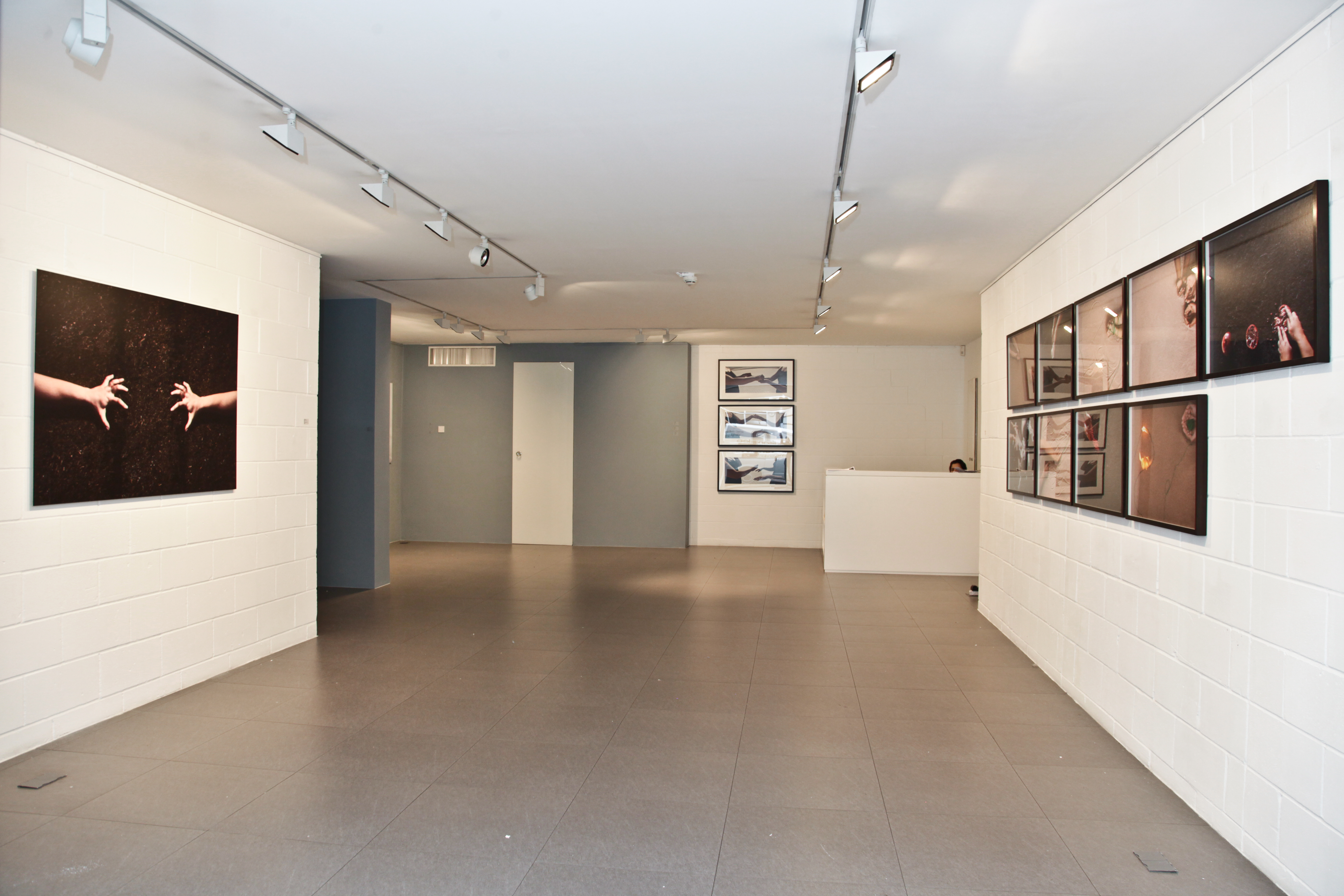
Exposición individual de Sama Alshaibi "Zero Sum Game" en Londres.

Varios artistas palestinos prominentes viven y trabajan fuera del mundo árabe, principalmente en los Estados Unidos y en Europa. Entre ellos destacan los artistas conceptuales internacionales Mona Hatoum, con sede en Londres, y Emily Jacir, con sede en Nueva York y Ramallah. Destacados pintores como Jumana El Husseini, Kamal Boullata y Hani Zurob tienen su base en Francia, mientras que la pintora abstracta Samia Halaby ha residido en Nueva York desde finales de los años setenta. Así como artistas emergentes de nuevos medios como Larissa Sansour (con sede en Dinamarca), Bissan Rafe (con sede en Estados Unidos y Países Bajos) y Sama Raena Alshaibi (con sede en Estados Unidos), también se han convertido en nuevos nombres de la diáspora palestina. Dichos artistas han desempeñado un papel crucial en el desarrollo y la expansión del arte palestino contemporáneo al presionar por la aceptación de la narrativa palestina en el mundo del arte dominante a pesar de las aparente hostilidades, controversias y retrocesos debido a la censura flagrante y diversos contextos políticos. Si bien el tema de Palestina ha seguido siendo primordial para tales artistas, especialmente a la luz de los exiliados forzados, muchos en la diáspora han mantenido enfoques de vanguardia, ganando reconocimiento por las formas nuevas e innovadoras a través de las cuales abordan la compleja historia de Palestina, su realidad actual, y futuro incierto. 

## Colecciones
El Tribunal de Arte Palestino – Al Hoash, fue fundado en 2004, y abrió su primera galería en Jerusalén Este en 2005. Al Hoash ha exhibido obras de Hassan Hourani, Vera Tamari, Sliman Mansour y otros.

## Mercado del arte
En 2009, Steve Sabella investigó el valor del arte palestino desde un punto de vista fiscal como parte de su tesis de maestría en el Instituto de Arte Sotheby's en Londres. Analizó cómo los artistas palestinos necesitaban conectarse con instituciones culturales y curadores influyentes para lograr el reconocimiento internacional y el éxito del mercado del arte fuera de Palestina. Se convirtieron en mediadores y en el vínculo de conexión entre los artistas y el mundo exterior.
Según The New York Times, los coleccionistas están buscando arte palestino porque los precios siguen siendo comparativamente bajos, desde $ 500 a $ 10,000 USD. Se cita a Yair Rothman, un emprendedor de arte israelí, que "los precios ya se han triplicado en los últimos tres o cuatro años, pero aún hay margen para un aumento".

## Artistas notables
Umayyah Juha, Tayseer Barakat, Taysir Batniji, Abed Abdi, Abu Saymeh, Naji Al-Ali, Kamal Boullata, Nasr Abdel Aziz Eleyan, Ibrahim Ghannam, Mustafa Al-Hallaj, Hasan Hourani, Mona Hatoum, Emily Jacir, Sari Ibrahim Khoury, Bissan Rafe, Sliman Mansour, Abdul Hay Mosallam, Ismail Shammout, Sharif Waked, Hisham Zreiq, Samia Halaby, Jumana El Husseini, Sama Raena Alshaibi, Steve Sabella, Marwan Isa, Nabil Anani, Abdelrahman al Muzain, Khaled Hourani, Hani Zurob, Amer Shomali, Mirna Bamieh, Tamam al Akhal, Nicola al Saig, Laila al Shawa, Hazem Harb, mohammed Joha.

## Otras lecturas
- Boullata, Kamal (2012). Between Exits: Paintings By Hani Zurob [Entre salidas: pinturas de Hani Zurob] ISBN 1907317910
- Boullata, Kamal (2009). Palestinian Art: From 1850 to the Present [Arte palestino: desde 1850 hasta el presente] ISBN 0-86356-648-0
- El archivo de carteles de Palestina.[63]
- Halaby, Samia (2001). "Liberation Art of Palestine: Palestinian Painting and Sculpture in the Second Half of the 20th Century"" [El arte de la liberación de Palestina: pintura y escultura palestina en la segunda mitad del siglo XX"] ISBN 978-0-9793073-0-0
- Farhat, Maymanah (2008). "The Unearthing of Secrets" ["El descubrimiento de secretos"].[64]
- Farhat, Maymanah (2012). "On 'Liberation Art' and Revolutionary Aesthetics: An Interview with Samia Halaby" ["Sobre el 'Arte de la liberación' y la estética revolucionaria: una entrevista con Samia Halaby"].[65]
- Farhat, Maymanah (2009). Gaza's Artists Under Fire [Artistas de Gaza bajo fuego].[66]
- Slitine, Marion (2015). "Gaza: quand l'art remplace les armes", en Revue Moyen-Orient, n.° 25, enero de 2015.
- Slitine, Marion (2013). "L'art contemporain palestinien «hors les murs». Le cas de Londres. ", en Oriente XXI, 13 de diciembre de 2013.[67]
- Slitine, Marion (2013). L'art sous ocupación. "Le Prix du Jeune Artiste de l'Année" [YAYA] (Palestina), en BONNEFOY Laurent, BURGAT François y CATUSSE Myriam, Jeunesses arabes du Maroc au Yémen. Loisirs, culture et politiques, La Découverte, París, 2013.